# Tonnegativ
Das Tonnegativ ist in der Filmproduktion neben dem Bildnegativ derjenige Streifen, von dem beim Vervielfältigen eines Films Positive „gezogen“ (kopiert) werden. Das geschieht auf Kopiermaschinen mit einem Bild- und einem Tonkopierkopf, an denen die Negative mit Rohfilm zusammengeführt werden.
Das Tonnegativ hat die gleichen Abmessungen wie das Bildnegativ. Beim Übergang vom Stummfilm zum Tonfilm ist festgelegt worden, dass das Bild (Normalbild) um 10 Prozent schmaler gemacht werde und der Ton im freiwerdenden Raum Platz nehme.
Traditionell hat man den Schall eines Ereignisses während der Bildaufnahme mit einer so genannten Tonkamera auf Normalfilm als 1/10 Zoll breite Tonspur aufgezeichnet. Mit Synchronmotoren im selben Elektrizitätsnetz wurde Gleichlauf der Apparate erzwungen.
Mit der Ablösung der fotografischen Tonaufnahme durch die magnetische seit 1948 ist das Tonnegativ aus dem Blickfeld der Produktion in die Distribution gerutscht. Heute wird es aus der fertigen Tonmischung erzeugt, wo jedoch die zur Verfügung stehenden Frequenz- und Dynamikumfänge berücksichtigt werden müssen.
Grundsätzlich gibt es Tonnegative in jedem Filmformat, wobei sie sich für das 70-mm-Format nicht etabliert haben. Lichtton ist auch auf 8-mm-Film möglich, doch ist die Tonqualität recht beschränkt. Für 16-mm-Lichtton-Kopien vom 35-mm-Ausgangsmaterial wird meist aus Kostengründen kein neues Tonnegativ angefertigt, sondern das verkleinerte 35-mm-Tonnegativ zwei Mal nebeneinander kopiert, damit die Tonspur durch das Verkleinern dennoch die nötige Dynamik und ausreichenden Störabstand hat. 

## Aufzeichnungsverfahren
Man unterscheidet drei grundsätzlich verschiedene Verfahren, Kinefilm für analoge Schallaufzeichnung zu belichten, das Intensitätverfahren mit dem Resultat einer Sprossenschrift, das Transversalverfahren mit dem Resultat von Zackenschriften und das Longitudinalverfahren. Letzteres bewirkt auch Sprossen, ist aber wegen optischer Schwierigkeiten praktisch nicht in Gebrauch.

Sprossenschrift auf 16-mm-Film mit optischem Fehler

Sprossenschrift-Tonnegative müssen mit geringem fotografischem Kontrast hergestellt werden. Zackenschrift-Tonnegative werden zu größtmöglichem Kontrast entwickelt. In jedem Fall muss das Tonnegativ kontinuierlich kopiert werden. Das allerdings kann sehr schnell vonstattengehen. Um auch ältere Tonnegative einwandfrei duplizieren zu können, sind schon in den 1930er Jahren so genannte schlupffreie Tonkopiermaschinen konstruiert worden, mit denen man übermäßig geschrumpften Tonnegativen Rechnung tragen wollte. Es hat sich aber gezeigt, dass es da eine Grenze gibt, bei der sich neue (optische) Fehler einschleichen.

## Analog und digital
Zum klassischen Tonnegativ hat sich das numerisch digitale gesellt, welches auch Feinstkorn-Schwarzweißfilm ist. Man kann analoge und digitale Tonspuren auch auf einem einzigen Tonnegativ unterbringen.

## Rohfilm für Tonnegative
Die Pioniere benutzten Positivfilm, weil solcher damals die feinste Körnigkeit besaß. 1929 brachte man bei Agfa das erste speziell für den Zweck fabrizierte Filmmaterial auf den Markt, der ganz einfach Tonfilm hieß. Eastman-Kodak zog erst 1933 nach.
Heute, 2010, sind diese Rohfilme erhältlich:
- Agfa-Gevaert S(ound) T(rack) 8 D(igital) und ST 9
- Eastman EXR Sound Recording Film -378 E, Kodak Panchromatic Sound Recording Film -374 E
- Orwo T(on-) F(ilm) 12 d(igital)